# Cyclocross Veghel-Eerde
Das Internationale Cyclocross Veghel-Eerde war ein niederländisches Cyclocrossrennen.

## Geschichte
Der Wettbewerb wurde 2006 bis 2008 in Veghel-Eerde ausgetragen. Schauplatz war die Vlagheide, ein Waldgebiet nahe dem Ortsteil Eerde. Die erste Ausgabe war unabhängig und fand am Heiligabend 2006 statt. Die Ausgaben von 2007 und 2008 waren Teil der Superprestige-Serie, wo das Rennen den Veldrit Sint-Michielsgestel ersetzte, und hatten ihren Termin Anfang Dezember bzw. November.
Anfang 2009 beschloss Superprestige, sich mehr auf belgische Rennen zu konzentrieren und nahm stattdessen den Cyclocross Zonhoven in seine Reihen auf. Für Veghel-Eerde bedeutete dies das Ende, da sich keine adäquaten Sponsoren mehr auftreiben ließen.

## Siegerliste

### Männer
- 2006:  Bart Wellens
- 2007:  Sven Nys
- 2008:  Niels Albert

### Frauen
- 2006:  Daphny van den Brand
- 2007:  Daphny van den Brand
- 2008:  Reza Hormes